# 奇舞飞扬
奇舞飞扬是由中国湖南电视台卫星频道推出的一档综艺节目，于2013年1月7日首播，每周二22：00播出是国内首档创意舞蹈奇趣秀，节目宗旨在于展现草根的舞蹈创意与激情。

## 播出时间
| 頻道     | 地区     | 日期           | 时间        | 备注 |
| 湖南卫视 | 中国大陆 | 2013年1月7日起 | 每周二22:00 |      |

## 节目内容
以展现平民舞蹈创意为宗旨的全民舞蹈节目，草根报名参加的展现舞蹈创意和激情的舞台，节目中的“out”区是一大亮点。

## 节目主持人
- 2013年1月7日，节目主持人为KK和贾玲[2]。
- 2013年1月28日，节目主持人改为KK、杨乐乐、刘烨[3]。
- 2014年1月21日，节目主持人改为KK、朱珠和大小Ann[4]。

## 节目变迁
2014年4月29日停播，接档节目《亲爱的加油》。